# Carlos Gustavo Moreira
Carlos Gustavo Tamm de Araujo Moreira, né le 8 février 1973 à Rio de Janeiro, est un mathématicien brésilien qui travaille sur les systèmes dynamiques, la théorie ergodique, en théorie des nombres et en combinatoire.

## Éléments biographiques
Carlos Gustavo Moreira est professeur titulaire de mathématiques à l'Instituto Nacional de Matemática Pura e Aplicada (IMPA) de Rio de Janeiro, où il a soutenu en 1993 une thèse de doctorat intitulée « Interseções Estáveis de Conjuntos de Cantor e Bifurcações Homoclínicas » sous la direction de Jacob Palis,.
En 2009, il obtient le prix de l'Unión Matemática de América Latina y el Caribe, en 2010 le prix de la Third World Academy of Sciences. En 2008, il devient membre de l'Académie brésilienne des sciences. En 2014, il est conférencier invité du congrès international des mathématiciens à Séoul (Fractal geometry and dynamical bifurcations). Il est sélectionné comme conférencier plénier du congrès international des mathématiciens de 2018 à Rio de Janeiro.

## Travaux (sélection)
- Carlos Gustavo T. de A. Moreira, « Stable intersections of Cantor sets and homoclinic bifurcations », Annales de l'Institut Henri Poincaré, t. 13, no 6,‎ 1996, p. 741-781 (MR 1420497, zbMATH 0865.58035, lire en ligne)
- Artur Ávila et Carlos Gustavo T. de A. Moreira, « Statistical properties of unimodal maps: the quadratic family », Annals of Mathematics, vol. 161,‎ 2005, p. 831-881
- Noga Alon, Yoshiharu Kohayakawa, Christian Mauduit, Carlos Gustavo T. de A. Moreira et Vojtěch Rödl, « Measures of pseudorandomness for finite sequences: minimal values », Comb. Prob. Comput., vol. 15,‎ 2005, p. 1-29
- Noga Alon, Yoshiharu Kohayakawa, Christian Mauduit, Carlos Gustavo T. de A. Moreira et Vojtěch Rödl, « Measures of pseudorandomness for finite sequences: typical values », Proceedings of the London Mathematical Society, vol. 95,‎ 2007, p. 775-812
- Carlos Gustavo T. de A. Moreira et Jean-Christophe Yoccoz, « Stable intersections of regular Cantor sets with large Hausdorff dimensions », Annals of Mathematics, vol. 154,‎ 2001, p. 45-96 (JSTOR 3062110)